# Hetény (keresztnév)
A Hetény magyar eredetű férfinév, valószínűleg a hét számnév származéka, a jelentése: a hetedik gyermek. Herényi István ugyanakkor bolgár eredetű nemzetségnévnek tartja, amely valószínűleg csak a 10. században került hozzánk.

## Gyakorisága
Az 1990-es években a Hetény szórványos név, a 2000-es években nem szerepel a 100 leggyakoribb férfinév között.

## Névnapok
- augusztus 17.[2]
- szeptember 15.[2]